# Platanthera aquilonis
Platanthera aquilonis là một loài thực vật có hoa trong họ Lan. Loài này được Sheviak miêu tả khoa học đầu tiên năm 1999.